# Zoltán Fodor
Zoltán Fodor est un lutteur hongrois spécialiste de la lutte gréco-romaine né le 29 juillet 1985 à Budapest.

## Biographie
Lors des Jeux olympiques d'été de 2008, il remporte la médaille d'argent en combattant dans la catégorie des -84 kg.